# 加藤みどり (小説家)
加藤 みどり（かとう みどり、1888年（明治21年）8月31日 - 1922年（大正11年）5月1日）は、明治・大正期の小説家。本名はきくよ。月刊誌「青鞜」の社員であった。

## 生涯
1888年（明治21年）8月31日、長野県上伊那郡赤穂村（現駒ヶ根市）にて、医師の父・高仲泰一と、母・久与の間に、長女として生れる。1899年（明治32年）12月11日、母・久与が病死（享年32歳）。幼い4人の弟妹たちの世話を、11歳のきくよがすることとなった。
文学に憧れ始めたのは小学校4年か5年の頃のことで、受持ちの教師の作った狂歌のようなものを面白く思い、家にあった本の物語や和歌を読み耽った。その後、「新小説」「早稲田文学」「明星」などの文芸雑誌や、与謝野晶子、島崎藤村などを愛読した。
1906年（明治39年）2月、東京の学校に進学した弟妹の世話をするため上京。一軒家を借りて「高仲商店」を営む傍ら、徳田秋声に師事し、小説を書き始める。1907年（明治40年）1月には、「女子文壇」に小説「愛の花」が掲載されたほか、同年6月に創刊された河井酔茗主宰の「詩人」社友となる。「詩人」の誌友には早稲田大学英文科の学生であった加藤朝鳥（本名・信正）がおり、みどり20歳の頃、巻紙3間の長い恋文を送られ求婚される。
1909年（明治42年）、仲人役を朝鳥と同郷の生田長江に依頼して、大学を卒業した朝鳥と結婚（戸籍上では明治43年7月5日）。翌年9月1日には長男・水城が誕生する。
1911年（明治44年）、大阪新報に新聞記者の職を得た朝鳥と共に大阪へ転居。その後間もなく「青鞜」の発刊を知り、岩野清子（岩野泡鳴の妻）の紹介で、社員として創刊に参加（平塚らいてうの自伝より）。1巻4号に「高窓の下」を発表したのを初めとして、5年間に渡り、12篇の小説、4篇の感想を寄稿した。
大阪時代から朝鳥と共に演劇活動に熱中し、女優として舞台に立つようになっていた。1913年（大正2年）4月にはイェイツの詩劇「幻の海」の主演として、女王デクトラを演じた。11月、近代劇協会の機関誌「近代」の編集を引き受けた朝鳥と共に東京へ戻り、青鞜社ではみどり帰京歓迎会が開かれる。12月2日からは「鷺城新聞」に小説「呪ひ」の掲載も始め、翌年1月12日までに全41回連載した。
一方で、演劇雑誌「近代」は1号で廃刊となる。職を失った夫に代り、みどりは1914年（大正3年）3月、東京日日新聞社に入社。探訪記者として働く傍ら、「青鞜」への小説の寄稿も続けたが、体調を崩し秋頃には退社した。
1916年（大正5年）には、石丸梧平主宰の家庭雑誌「団欒」に小説「漂浪の児」を連載する。翌1917年（大正6年）12月からは「世界新聞」に小説「咲く花」の連載を始めるが、翌1918年（大正7年）、2月10日の57回目で中絶。11日、長女・葵が誕生する。1919年（大正8年）11月、15日から21日まで、読売新聞の婦人欄におとぎばなし「ブラ公と茶目さん」を連載した。
1920年（大正9年）9月、放浪生活に憧れた朝鳥は爪哇日報主筆としてジャワ島へ出立、みどりは子供2人と共に鳥取県東伯郡社村大字不入岡の朝鳥の実家に滞在。しかし10月、子宮癌を発病。子を残して郷里へ帰り、みどりの父・泰一は、治る見込みのないことを幾度も朝鳥へ書き送った。
1921年（大正10年）8月10日頃、朝鳥は帰国。みどりは朝鳥に付き添われて上京し、浅草区小島町楽山堂病院に入院した。のち、死期が近いと聞かされた朝鳥は、病院ではなく家で死なせたいと、高田町に借りた家へみどりを移した。
1922年（大正11年）5月1日、死去。33歳であった。

## 著書
これまでに、みどりの著作が単独で出版されたことはない。但し1912年（明治45年）4月に「青鞜」に発表された「執着」が、1913年（大正2年）に青鞜社編「青鞜小説集」（東雲堂）に収められ、以来、度々再刊されている。
- 青鞜社編「青鞜小説集」（1913年、東雲堂）「執着」を収録。
- 青鞜社編「青鞜小説集（叢書『青鞜』の女たち・第7巻）」（1986年、不二出版）「執着」を収録。東雲堂版の復刻。
- 尾形明子編「『新編』日本女性文学全集（第4巻）」（菁柿堂、2012年）「執着」を収録。2012年、六花出版より復刻。
- 青鞜社編「青鞜小説集（講談社文芸文庫）」（2014年、講談社）「執着」を収録。不二出版版を底本とする。